# First Chicago Bank
La First Chicago Bank est une banque de détail et commerciale américaine basée à Chicago et fondée en 1863. Au fil des ans, la banque opéra sous plusieurs noms, y compris The First National Bank of Chicago et First Chicago NBD (à la suite de la fusion de 1995 avec la National Bank of Detroit (en)). En 1998, la First Chicago NBD a fusionné avec la Banc One Corporation pour former la Bank One Corporation. Elle a été intégrée dans la Chase Manhattan Bank, devenue depuis la JPMorgan Chase

## Historique
Le 1er juillet 1863, le banquier Edmund Aiken et ses partenaires ont investi 100 000 dollars pour fonder une nouvelle banque à charte fédérale qui pourraient profiter de la loi bancaire national de 1863. La First Chicago a reçu de la National Bank charter no 8. La nouvelle banque est alors connue sous le nom First National Bank of Chicago.
En 1882, la First est devenue la première banque à ouvrir un département bancaire pour les femmes, dans le but d'attirer la clientèle féminine.
En 1899, elle est la première banque américaine à établir un régime de retraite d'entreprise.
En 1995, elle fusionne avec la National Bank of Detroit (en). La fusion coute 5 milliards de dollars. La banque monte au 7e rang des banques aux États-Unis avec 72 milliards de dollars d'actifs, et était également un chef de file dans l'émission de cartes de crédit. En avril 1998, la First Chicago NBD a annoncé une fusion à 30 milliards de dollars avec la Banc One Corporation, qui était aussi le principal émetteur de cartes de crédit, formant ainsi la Bank One Corporation. La Bank One a fusionné avec la Chase Manhattan Bank, devenue depuis la JPMorgan Chase.

## Dirigeants

### Liste des présidents
- Edmund Aiken : 1863-
- Lyman J. Gage : 1891-1897

## Sources
- (en) Cet article est partiellement ou en totalité issu de l’article de Wikipédia en anglais intitulé « First Chicago Bank » (voir la liste des auteurs).
- Guy Wickes Cooke, Henry Crittenden Morris, The First National Bank of Chicago: charter number eight: a brief history of its progress from the day on which it opened for business, July 1, 1863, to the same date half a century later, with which is incorporated a sketch of the First Trust and Savings Bank, 1913
- Henry Crittenden Morris, The history of the First national bank of Chicago: preceded by some account of early banking in the United States, especially in the West and at Chicago ..., 1902